# Державний реєстр нерухомих пам'яток України
Держа́вний реє́стр нерухо́мих пам'ято́к Украї́ни (ДРНПУ) містить перелік об'єктів культурної спадщини, які держава офіційно бере під охорону. Такі об'єкти визначають незалежно від форм власності, відповідно до їхньої археологічної, естетичної, етнологічної, історичної, мистецької, наукової чи художньої цінності. Після внесення до реєстру об'єкти культурної спадщини набувають статусу пам'яток.

## Історія створення
Державний реєстр нерухомих пам'яток України утворений відповідно до Закону України «Про охорону культурної спадщини», що був прийнятий 8 червня 2000, і, з деякими змінами, лишається чинним на поточний момент.
Питаннями ведення Держреєстру займається безпосередньо Міністерство культури України. Поточне керівництво державною пам'яткоохоронною діяльністю здійснює Департамент культурної спадщини та культурних цінностей Міністерства культури України. Підготовкою рішень з виявлення та охорони пам'яток займається Науково-методична рада з охорони культурної спадщини Міністерства культури України, рішень з внесення пам'яток до Держреєстру — Експертна комісія з розгляду питань занесення об'єктів культурної спадщини до Державного реєстру нерухомих пам'яток України.

## Структура

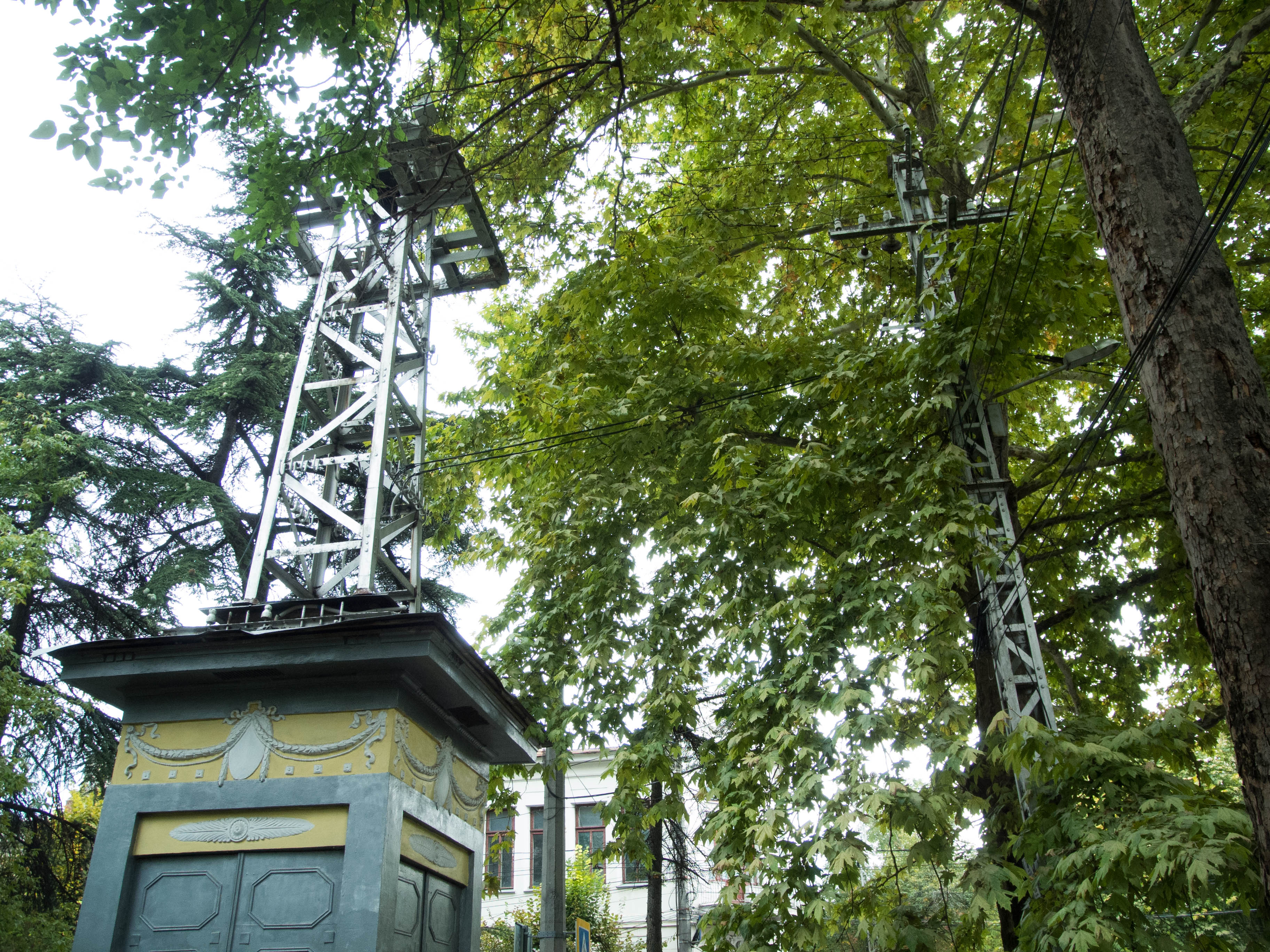
Трансформаторна підстанція та електричні стовпи (Сімферополь) — пам'ятка науки і техніки з 2012 року

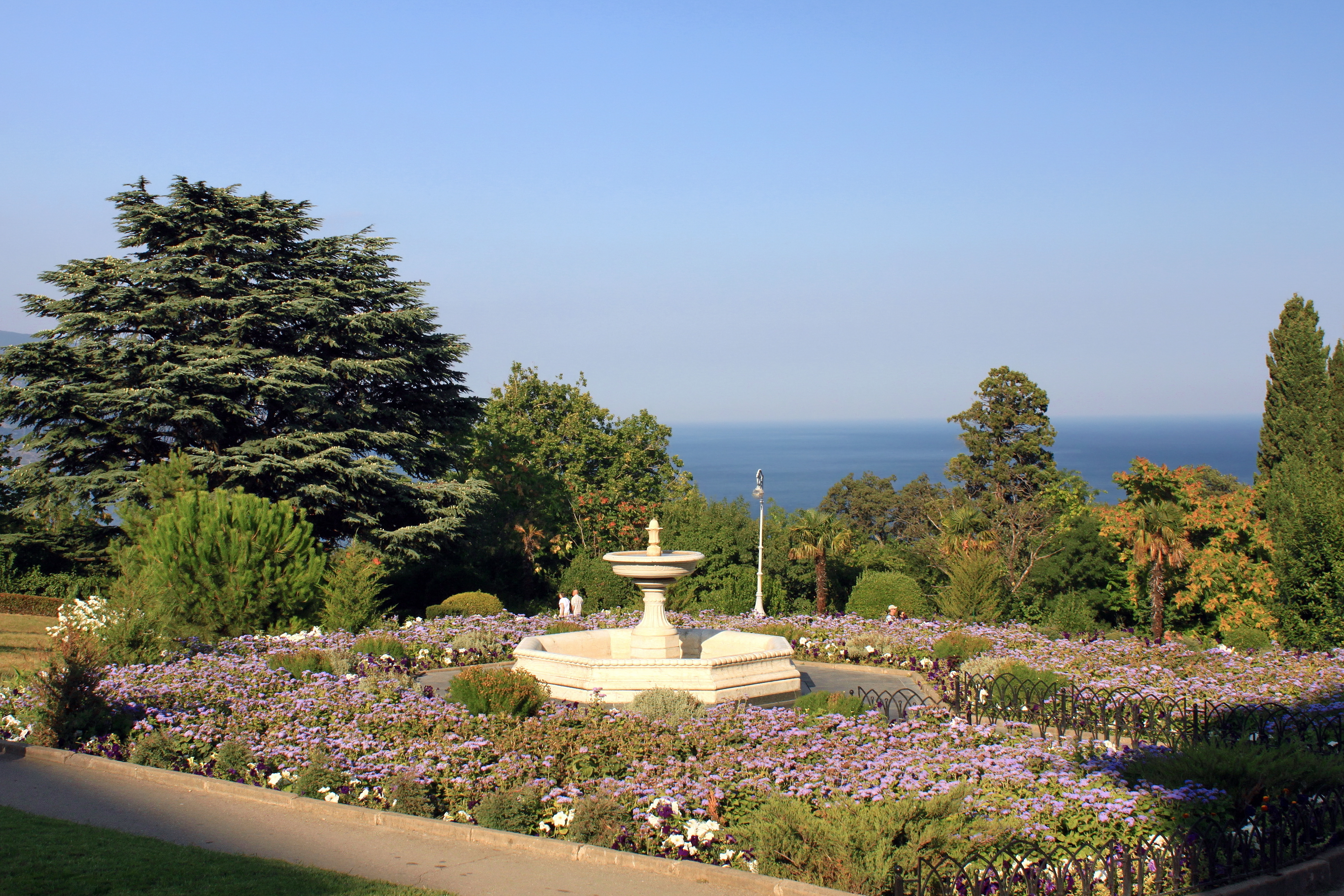
Лівадійський парк-пам'ятка садово-паркового мистецтва

Пам'ятки у Державному реєстрі нерухомих пам'яток України поділяються на дві охоронні категорії:
- національного значення;
- місцевого значення.

За видами класифікують пам'ятки:
- археології — рештки життєдіяльності людини (нерухомі об'єкти культурної спадщини: городища, кургани, залишки стародавніх поселень, стоянок, укріплень, військових таборів, виробництв, іригаційних споруд, шляхів, могильники, культові місця та споруди, їх залишки чи руїни, мегаліти, печери, наскельні зображення, ділянки історичного культурного шару, поля давніх битв, а також пов'язані з ними рухомі предмети), що містяться під земною поверхнею та під водою і є невідтворним джерелом інформації про зародження і розвиток цивілізації;
- історії — будинки, споруди, їхні комплекси (ансамблі), окремі поховання та некрополі, місця масових поховань померлих та померлих (загиблих) військовослужбовців (у тому числі іноземців), які загинули у війнах, внаслідок депортації та політичних репресій на території України, місця бойових дій, місця загибелі бойових кораблів, морських та річкових суден, у тому числі із залишками бойової техніки, озброєння, амуніції тощо, визначні місця, пов'язані з важливими історичними подіями, з життям та діяльністю відомих осіб, культурою та побутом народів;
- монументального мистецтва — твори образотворчого мистецтва: як самостійні (окремі), так і ті, що пов'язані з архітектурними, археологічними чи іншими пам'ятками або з утворюваними ними комплексами (ансамблями);
- архітектури та містобудування — окремі архітектурні споруди, а також пов'язані з ними твори монументального, декоративного та образотворчого мистецтва, які характеризують відзнаки певної культури, епохи, певних стилів, традицій або авторів; природно-архітектурні комплекси (ансамблі), історичні центри, вулиці, квартали, площі, залишки давнього розпланування та забудови, що є носієм певних містобудівних ідей;
- садово-паркового мистецтва — поєднання паркового будівництва з природними або створеними людиною ландшафтами;
- історичного ландшафту — природні території, які мають історичну цінність;
- науки і техніки — унікальні промислові, виробничі, науково-виробничі, інженерні, інженерно-транспортні, видобувні об'єкти, що визначають рівень розвитку науки і техніки певної епохи, певних наукових напрямів або промислових галузей.

## Внесення до реєстру та виключення з нього
Рішення про внесення та виключення об'єктів культурної спадщини з Державного реєстру нерухомих пам'яток України приймають:
- Кабінет Міністрів України — стосовно пам'яток національного значення.
- Міністерство культури України — стосовно пам'яток місцевого значення

Не підлягають державній реєстрації об'єкти, що є сучасними копіями існуючих пам'яток або спорудами (витворами), створеними за старовинними проєктами чи науковими реконструкціями, у тому числі масові тиражовані копії. Виключають із реєстру пам'ятки, зруйновані через природні чинники або людську діяльність. На початку 2014 року, під час «ленінопаду», реєстр втратив десятки пам'яток (наприклад пам'ятник Леніну в Києві).

## Історія формування реєстру

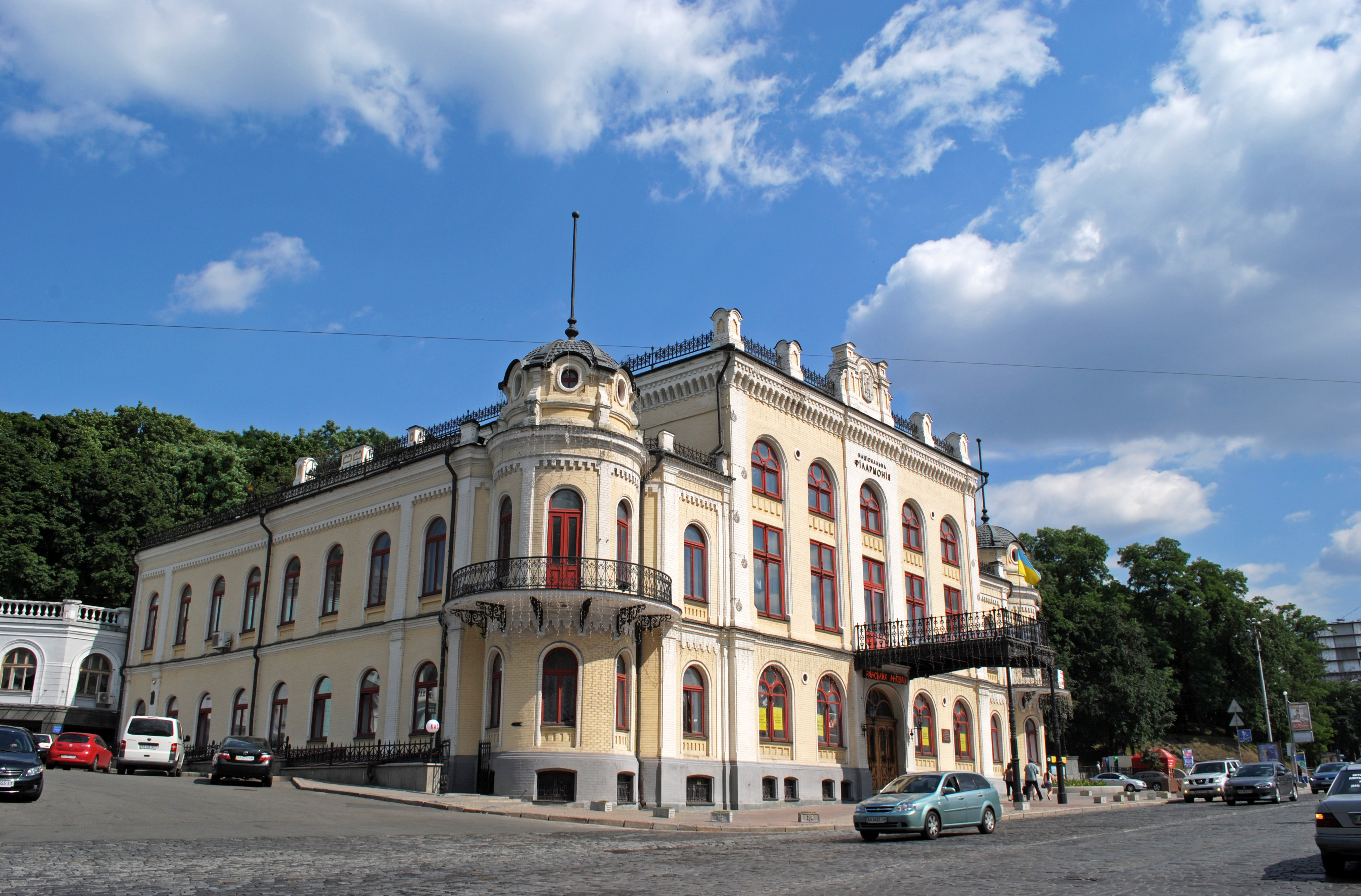
Національна філармонія України, пам'ятка архітектури національного значення з 1982 року

1. 1965 рік — Постанова Ради Міністрів Української РСР від 21 липня 1965 р. N 711 «Про затвердження списку пам'ятників мистецтва, історії та археології Української РСР» (ЗП УРСР, 1965 р., N 7, ст. 100)[4] — скасована.
2. 1996 рік — Постанова Кабінету Міністрів України від 28 листопада 1996 р. N 1421 «Про внесення будинку Національної філармонії — колишнього Купецького зібрання (м. Київ) до списків пам'яток історії та архітектури України, що перебувають під охороною держави» (ЗП України, 1996 р., N 20, ст. 564) у частині внесення до списку пам'яток історії, затвердженого постановою Ради Міністрів УРСР від 21 липня 1965 р. N 711, будинку Національної філармонії — колишнього Купецького зібрання[5]; — скасована.
3. 2001 рік — Постанова Кабінету Міністрів України від 27 грудня 2001 р. N 1761 «Про занесення пам'яток історії, монументального мистецтва та археології національного значення до Державного реєстру нерухомих пам'яток України» (Офіційний вісник України, 2002 р., N 1, ст. 5)[6]; — скасована.
4. 2009 рік — Постанова Кабінету Міністрів України від 3 вересня 2009 р. N 928 «Про занесення об'єктів культурної спадщини національного значення до Державного реєстру нерухомих пам'яток України».

Також, окремо функціонує Державний реєстр національного культурного надбання, створений 1992 року на підставі Постанови Кабінету Міністрів України «Про затвердження Положення про Державний реєстр національного культурного надбання» Постанова КМУ від 12 серпня 1992 р. N 466 [Архівовано 14 листопада 2013 у Wayback Machine.]. Наразі, формування даного Державного реєстру регулюється Законами України: «Про культуру», «Про музейну справу», «Про бібліотеки і бібліотечну справу», «Про Національний архівний фонд та архівні установи» та деякими іншими законодавчими актами. Оригінал даного ДР зберігається у архіві Кабінету Міністрів України. Офіційна копія ДР зберігається в архіві Міністерства культури і мистецтв України.
- Докладніше: Державний реєстр національного культурного надбання

До 2009 ведення Державного реєстру нерухомих пам'яток України входило до повноважень спеціального органу виконавчої влади — Державної служби з питань національної культурної спадщини в складі Міністерства культури України. Після ліквідації цієї служби 28 березня 2011 року питаннями ведення Держреєстру займається безпосередньо Міністерство культури України.

## Інші державні реєстри
Окрім Державного реєстру нерухомих пам’яток України,  паралельно, окремо одне від одного існують інші Державні реєстри, що включають об'єкти, які розглядаються як національне надбання України:
- Державний реєстр національного культурного надбання, формування якого регулюється Законами України: «Про культуру», «Про музейну справу», «Про бібліотеки і бібліотечну справу», «Про Національний архівний фонд та архівні установи» та деякими іншими законодавчими актами. Оригінал даного ДР зберігається у архіві Кабінету Міністрів України. Офіційна копія ДР зберігається в архіві Міністерства культури і мистецтв України.
- Докладніше: Державний реєстр національного культурного надбання
- Державний реєстр наукових об’єктів, що становлять національне надбання, формування і ведення якого визначено статтею 16 Закону України «Про наукову та науково-технічну діяльність». Оригінал Реєстру постійно зберігається в архіві Кабінету Міністрів України. Офіційна копія ДР зберігається в Міністерстві освіти та науки України.
- Докладніше:  Науковий об'єкт, що становить національне надбання